# Marmagne (Saône-et-Loire)
Marmagne is een gemeente in het Franse departement Saône-et-Loire (regio Bourgogne-Franche-Comté). De plaats maakt deel uit van het arrondissement Autun. Marmagne telde op 1 januari 2022 1.276 inwoners.

## Geografie
De oppervlakte van Marmagne bedroeg op 1 januari 2022 32,26 vierkante kilometer; de bevolkingsdichtheid was toen 39,6 inwoners per km².

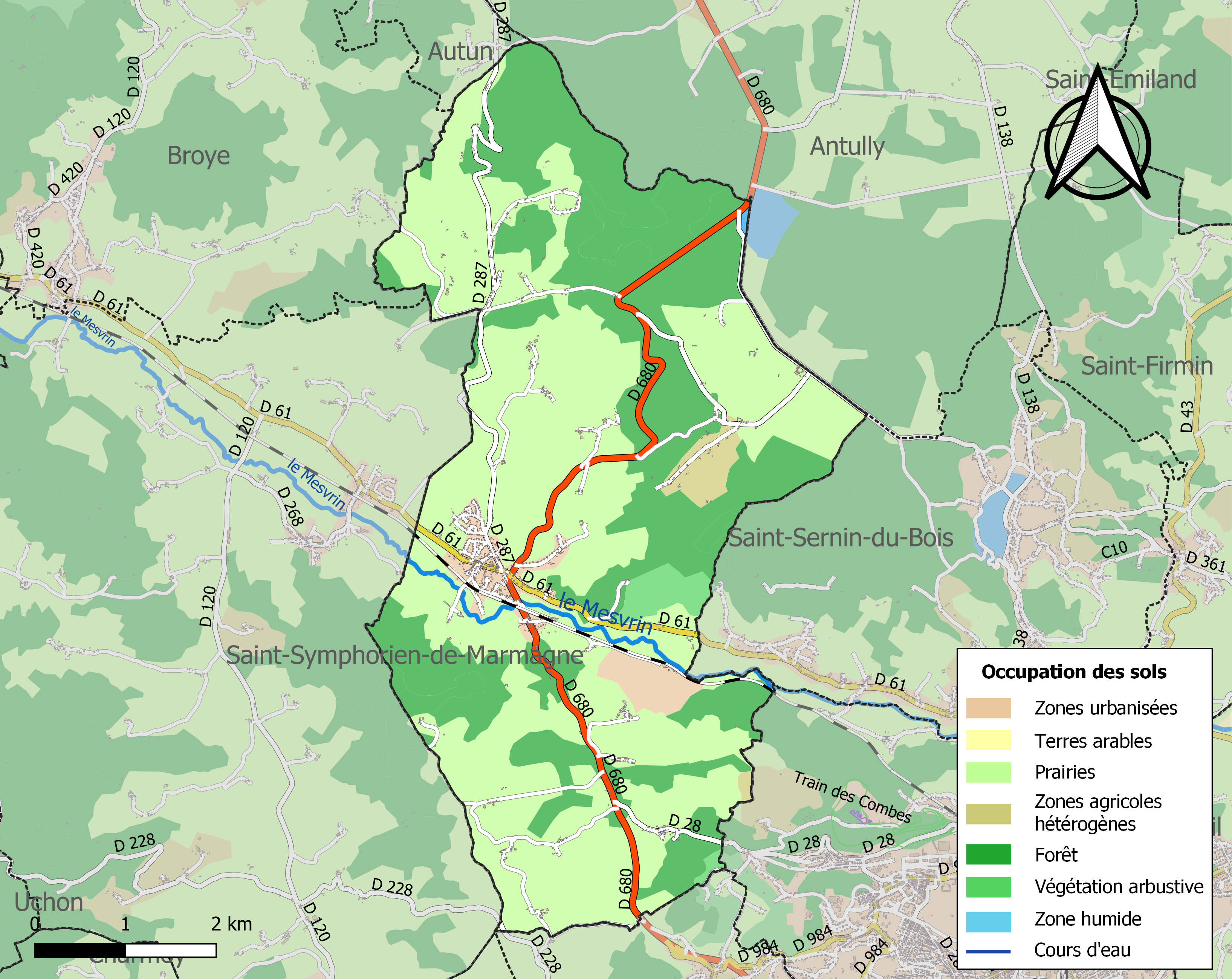
Kaart van de gemeente met de belangrijkste infrastructuur, bodemgebruik en omliggende gemeenten

## Demografie
Onderstaande figuur toont het verloop van het inwonertal (bron: INSEE-tellingen).